# Анг Эм
Каев Хуа III или Чей Четта V (кхмер.  បរម រាមាធិបតី), урожденный Анг Эм (1674 — 1731) — король Камбоджи первой половины XVIII века.
Полное имя — ព្រះកែវហ៊្វាទី៣ អង្គអិម.

## Биография
Принц Анг Эм Сын родился в 1674 году. Был сыном регента Анга Нана. Женился на старшей дочери своего дяди — короля Чей Четты IV.
После того, как Анг Эм отличился в борьбе с вьетнамцами, король Чей Четта IV уступил ему трон в 1700 году. После коронации принял титул Брхат Пада Самдач Брхат Маха Упараджа Брхат Джая Джетха (санскр. Brhat Pada Samdach Brhat Maha Uparaja Brhat Jaya Jatha). Однако уже в следующем году бывший король, недовольный правлением своего племянника, сверг его и вернул себе трон.
В 1708 году, на этот раз заручившись поддержкой Вьетнама, Анг Эм поднял восстание против Томмо Ретеа III, старшего сына Чея Четты IV. Он осадил его в Удонге и в 1710 году вынудил его бежать в Сиам.
В 1711, 1716 и 1722 годах Анг Эм был вынужден отражать попытки Томмо Ретеа III вернуть себе власть при поддержке сиамцев. Чтобы организовать сопротивление, Анг Эму пришлось полностью положиться на двор Хюэ, которому он доверил защиту региона Пим.
В 1722 году Анг Эм, который находился на грани свержения сиамцами, отрекся от престола в пользу своего сына Сатхи II. В 1729 году он унаследовал трон от своего сына и правил девять месяцев, прежде чем вернуть его ему и снова отречься от престола, приняв титул Самдач Брхат Маха Упаювараджа (санскр. Samdach Brhat Maha Upayuvaraja). 
Анг Эм умер в 1731 году.